# UDP-3-O-(3-hidroksimiristoil)glukozamin N-aciltransferaza
UDP-3-O-(3-hidroksimiristoil)glukozamin -aciltransferaza (EC 2.3.1.191, UDP-3-O-acil-glukozaminska N-aciltransferaza, UDP-3-O-(R-3-hidroksimiristoil)-glukozaminska -aciltransferaza, aciltransferaza LpxD, acil-ACP:UDP-3-O-(3-hidroksiacil)-GlcN N-aciltransferaza, firA (gen), lpxD (gen)) je enzim sa sistematskim imenom (3R)-3-hidroksimiristoil-(acil-nosilac protein):UDP-3-O-((3R)-3-hidroksimiristoil)-alfa-D-glukozamin N-acetiltransferaza. Ovaj enzim katalizuje sledeću hemijsku reakciju
(3R)-3-hidroksimiristoil-[acil-nosilac protein] + UDP-3-O-[(3R)-3-hidroksimiristoil]-alfa--glukozamin {\displaystyle \rightleftharpoons } UDP-2,3-bis[O-(3R)-3-hidroksimiristoil]-alfa--glukozamin + holo-[acil-nosilac protein]
Ovaj enzim katalizuje jedan od koraka biosinteze lipida A.

## Literatura
- Nicholas C. Price; Lewis Stevens (1999). Fundamentals of Enzymology: The Cell and Molecular Biology of Catalytic Proteins (Third изд.). USA: Oxford University Press. ISBN 019850229X.
- Eric J. Toone (2006). Advances in Enzymology and Related Areas of Molecular Biology, Protein Evolution (Volume 75 изд.). Wiley-Interscience. ISBN 0471205036.
- Branden C; Tooze J. Introduction to Protein Structure. New York, NY: Garland Publishing. ISBN 0-8153-2305-0.
- Irwin H. Segel. Enzyme Kinetics: Behavior and Analysis of Rapid Equilibrium and Steady-State Enzyme Systems (Book 44 изд.). Wiley Classics Library. ISBN 0471303097.

## Spoljašnje veze
- UDP-3-O-(3-hydroxymyristoyl)glucosamine+N-acyltransferase на 